# Нифонт Атонски
Преподобни Нифонт је хришћански светитељ. Рођен је у области Аргирокастра у селу Лукову од оца свештеника. Од младости имао је жељу за самоћу и молитву. Та га је жеља и довела у Свету гору, где се подвизавао најпре у пештери светог Петра Атонског а потом у пустињи свете Ане. Није хтео ни хлеб јести, него се хранио травом и корењем. Неки завидљивци оптужили су га као да се он гнуша хлеба, од чега се он лако и брзо оправда. Најзад се удружио са светим Максимом на Капсокаливи где су се заједно подвизавали. У хришћанској традицији помиње се да је због своје љубави према Богу Нифонт обдарен од Бога даром чудотворства и прозорљивости те да је исцељивао болесне молитвом и помазањем уљем, а прозирао је у догађаје који су се догодили и који ће се догодити. Прорекао је за себе да ће умрети уз Петров пост. И кад је освануо дан његове смрти, он рекне братији око себе: "Не плачите него радујте се, јер ћете у мени имати молитвеника пред Богом за спасење ваше". Пред саму смрт рекао је "Време је да идем!" И преминуо је 27. јуна (14. јуна) 1330. године.
Српска православна црква слави га 14. јуна по црквеном, а 27. јуна по грегоријанском календару.